# Perù ai Giochi della XXIX Olimpiade
Il Perù ha partecipato ai Giochi della XXIX Olimpiade di Pechino, svoltisi dall'8 al 24 agosto 2008, con una delegazione di 13 atleti.

## Atletica leggera
| Gara               | Atleta          | Tempo     | Posizione |
| ------------------ | --------------- | --------- | --------- |
| Maratona maschile  | Costantino León | 2h 28'04" | 61        |
| Maratona femminile | María Portillo  | 2h 35'19" | 39        |

| Gara                    | Atleta        | Qualificazioni | Qualificazioni | Finale | Finale |
| Gara                    | Atleta        | Misura         | Pos.           | Misura | Pos.   |
| ----------------------- | ------------- | -------------- | -------------- | ------ | ------ |
| Salto in lungo maschile | Louis Tristán | 7,62 m         | 32             |        |        |

## Badminton
| Gara              | Atleta         | Sedicesimi                      | Ottavi | Quarti | Semifinali | Finale |
| ----------------- | -------------- | ------------------------------- | ------ | ------ | ---------- | ------ |
| Singolo femminile | Claudia Rivero | Pi Hongyan (Francia) 6-21, 9-21 |        |        |            |        |

## Judo
| Gara    | Atleta         | Tabellone principale               | Tabellone principale           | Tabellone principale | Tabellone principale | Tabellone principale | Ripescaggi                       | Ripescaggi | Ripescaggi | Ripescaggi |
| Gara    | Atleta         | Sedicesimi                         | Ottavi                         | Quarti               | Semifinali           | Finale               | 1º turno                         | Quarti     | Semifinali | Finale     |
| ------- | -------------- | ---------------------------------- | ------------------------------ | -------------------- | -------------------- | -------------------- | -------------------------------- | ---------- | ---------- | ---------- |
| +100 kg | Carlos Zegarra | Sandro Lopez (Argentina) 1001-0001 | Óscar Braison (Cuba) 0000-1000 |                      |                      |                      | Rudy Hachache (Libano) 0100-0200 |            |            |            |

## Lotta
| Gara  | Atleta        | Tabellone principale | Tabellone principale                           | Tabellone principale            | Tabellone principale | Tabellone principale | Ripescaggi | Ripescaggi                            | Ripescaggi |
| Gara  | Atleta        | Sedicesimi           | Ottavi                                         | Quarti                          | Semifinali           | Finale               | Quarti     | Semifinali                            | Finale     |
| ----- | ------------- | -------------------- | ---------------------------------------------- | ------------------------------- | -------------------- | -------------------- | ---------- | ------------------------------------- | ---------- |
| 74 kg | Sixto Barrera |                      | Valdemaras Venckaitis (Lituania) 1-2, 1-1, 1-1 | Chang Yongxiang (Cina) 1-2, 0-7 |                      |                      |            | Yavor Yanakiev (Bielorussia) 0-3, 0-4 |            |

## Nuoto
| Gara                    | Atleta               | Batterie | Batterie | Semifinali | Semifinali | Finale | Finale |
| Gara                    | Atleta               | Tempo    | Pos.     | Tempo      | Pos.       | Tempo  | Pos.   |
| ----------------------- | -------------------- | -------- | -------- | ---------- | ---------- | ------ | ------ |
| 200 m farfalla maschili | Emmanuel Crescimbeni | 2'02"13  | 43       |            |            |        |        |
| 100 m rana femminili    | Valeria Silva        | 1'11"64  | 38       |            |            |        |        |

## Scherma
| Gara                 | Atleta           | Turno 1                       | Sedicesimi | Ottavi | Quarti | Semifinali | Finale |
| -------------------- | ---------------- | ----------------------------- | ---------- | ------ | ------ | ---------- | ------ |
| Fioretto individuale | Maria Luisa Doig | Katja Wächter (Germania) 4-15 |            |        |        |            |        |

## Sollevamento pesi
| Gara   | Atleta           | Strappo | Strappo | Slancio | Slancio | Totale | Posizione |
| Gara   | Atleta           | Ris.    | Pos.    | Ris.    | Pos.    | Totale | Posizione |
| ------ | ---------------- | ------- | ------- | ------- | ------- | ------ | --------- |
| +75 kg | Cristina Cornejo | 97      | 11      | 128     | 9       | 225    | 10        |

## Taekwondo
| Gara  | Atleta      | Tabellone principale        | Tabellone principale             | Tabellone principale         | Tabellone principale | Ripescaggi | Ripescaggi                   |
| Gara  | Atleta      | Ottavi                      | Quarti                           | Semifinali                   | Finale               | Semifinali | Finale                       |
| ----- | ----------- | --------------------------- | -------------------------------- | ---------------------------- | -------------------- | ---------- | ---------------------------- |
| 68 kg | Peter López | Burak Hasan (Australia) 3-1 | Isah Adam Muhammad (Nigeria) 3-0 | Mark López (Stati Uniti) 1-2 |                      |            | Servet Tazegül (Turchia) 0-1 |

## Tiro
| Gara  | Atleta          | Qualificazioni | Qualificazioni | Finale    | Finale       | Finale |
| Gara  | Atleta          | Punteggio      | Pos.           | Punteggio | Punt. totale | Pos.   |
| ----- | --------------- | -------------- | -------------- | --------- | ------------ | ------ |
| Skeet | Marco Matellini | 95             | 40             |           |              |        |

## Vela
| Gara                         | Atleta         | Regata | Regata | Regata | Regata | Regata | Regata | Regata | Regata | Regata | Regata     | Regata | Punteggio | Pos. |
| Gara                         | Atleta         | 1      | 2      | 3      | 4      | 5      | 6      | 7      | 8      | 9      | 10         | M      | Punteggio | Pos. |
| ---------------------------- | -------------- | ------ | ------ | ------ | ------ | ------ | ------ | ------ | ------ | ------ | ---------- | ------ | --------- | ---- |
| Laser Radial class femminile | Paloma Schmidt | 9      | 26     | 27     | 28     | 14     | 26     | 22     | 12     | 28     | cancellata |        | 163       | 26   |